# 7 + 1
«7 + 1» — дебютный сольный студийный альбом московского блюз-рок-музыканта, бас-гитариста, вокалиста и композитора Евгения Маргулиса, записанный совместно с некоторыми участниками группы «Шанхай» в 1997 году. В 1998 году был издан на лейбле «Крем Рекордс».

## Описание
Стартовав в 1975 году с участия в группе «Машина времени», Евгений Маргулис успел поиграть в семи разных группах: «Воскресение» (1979—1980), «Аракс» (1980—1983), московский «Наутилус» (1983—1984, 1985—1988), «Аэробус» Юрия Антонова (1982—1986), «СВ» (1984—1985) и «Шанхай» (1988—1989), а также поучаствовать в записи двух десятков альбомов других групп. Поэтому, когда Маргулис решил наконец выпустить свой сольный альбом, он так его и назвал: «7 + 1», то есть «семь ансамблей плюс один сольный проект».

## Список композиций
| №   | Название             | Длительность |
| --- | -------------------- | ------------ |
| 1.  | «Блюз для Анны»      | 4:19         |
| 2.  | «Да и нет»           | 3:34         |
| 3.  | «Джаз»               | 4:09         |
| 4.  | «Земляничные поляны» | 4:04         |
| 5.  | «Когда ты уйдёшь»    | 5:13         |
| 6.  | «Я еду по дороге»    | 3:30         |
| 7.  | «Снег»               | 3:46         |
| 8.  | «40 лет»             | 4:47         |
| 9.  | «Подруга номер пять» | 3:46         |
| 10. | «Последняя»          | 3:59         |

| №   | Название                     | Длительность |
| --- | ---------------------------- | ------------ |
| 11. | «Земляничные поляны» (Remix) | 4:07         |

Комментарии
1. ↑  Инструментальная композиция, посвященная жене Евгения Маргулиса.

## Участники записи
Группа «Шанхай»
- Сергей «Гуся» Гусев — гитара
- Евгений Маргулис — вокал, тексты, бас-гитара
- Анатолий Бельчиков — ударные

Другие
- Игорь Бутман — саксофон (соло на «Блюз для Анны»)
- Андрей Державин — клавишные
- Андрей Бочко — ситар
- Илья Tашинский — банджо
- Евгений Майстровский — бонго, шейкер
- Михаил Клягин — стил-гитара, слайд-гитара, акустика, мандолина, гитара
- Андрей Бестолов, Сергей Большаков, Руслан Золотов — звукорежиссёры
- Александр Бармаков — мастеринг
- Алексей Брейтбург — мастеринг, звукорежиссёр (2, 4)